# わがままな あくとれす
『わがままな あくとれす』は、中山美穂の15作目のスタジオ・アルバム。1993年6月23日にキングレコードより発売された。(KICS-320)

## 概要
年初から充電のため滞在していたロサンゼルスでレコーディングされた。セルフプロデュース作品第2弾。
同年4月に発売されたシングル「幸せになるために」、及び本アルバムの2週間後に発売されたシングル「あなたになら…」は未収録。シングルを収録しないオリジナルアルバムは『ONE AND ONLY』（1987年）、『Mind Game』（1988年）、『Dé eaya』（1991年）に続いて4作目である（『Merry Merry』は企画ミニアルバムに相当するため除外）。
同年1月に発売された、ドラマ主題歌を集めたアルバム『Dramatic Songs』が好調なセールスを続ける中での発売で、累計売上は前作『Mellow』を上回った。
本作を引っ提げて、毎夏恒例のコンサートツアー『Miho Nakayama Concert Tour '93 "On My Mind"』（全国34公演）を行った。

## 収録曲

### CD
| #         | タイトル                                        | 作詞            | 作曲                       | 編曲                    | 時間  |
| --------- | ----------------------------------------------- | --------------- | -------------------------- | ----------------------- | ----- |
| 1.        | 「崖っぷち」                                    | 芹沢類          | Pfeifer Broz               | Pfeifer Broz, Jerry Hey | 5:05  |
| 2.        | 「Keep Awake」                                  | 中山美穂        | Julia                      | Ian prince              | 4:19  |
| 3.        | 「A New Day」                                   | 中山美穂        | 佐藤誠                     | Bruce Gaitsch           | 3:07  |
| 4.        | 「JARA JARA Switch」                            | 中山美穂        | M RIE                      | Tom Keane, Jerry Hey    | 4:28  |
| 5.        | 「Dear My Friends」                             | 中山美穂        | 都志見隆                   | Bill Meyers             | 4:27  |
| 6.        | 「Pastel In My Heart」                          | 中山美穂        | Julia                      | Ian Prince              | 5:46  |
| 7.        | 「真夜中のキッチンから」                        | 中山美穂        | Pfeifer Broz               | Pfeifer Broz            | 3:06  |
| 8.        | 「わがままな あくとれす」                       | 中山美穂        | 清岡千穂                   | Bill Meyers, Jerry Hey  | 4:41  |
| 9.        | 「Horizon」                                     | 戸沢暢美        | Pfeifer Broz               | Tom Keane               | 4:54  |
| 10.       | 「Love For You」                                | 中山美穂        | Cindy                      | Cindy & Williams Broz   | 4:24  |
| 11.       | 「こんな日の雨なら大好き -The Rain Came Down-」 | 中山美穂 & Amie | Marc Hoffman, Elliot Weiss | Ken Shiguma             | 5:55  |
| 合計時間: | 合計時間:                                       | 合計時間:       | 合計時間:                  | 合計時間:               | 50:31 |

### 曲解説
1. 崖っぷち
2. Keep Awake
3. A New Day
4. JARA JARA Switch
5. Dear My Friends
  - 中山が歌詞の中に、親友を実際のニックネームで登場させている。Earl, Amie, Boo, Sao, Erieは各々俳優の永瀬正敏、タレントの網浜直子、作詞家の小竹正人、歌手の斉藤さおり、森下恵理のことである。
6. Pastel In My Heart
7. 真夜中のキッチンから
8. わがままな あくとれす
  - アルバムタイトル曲。
9. Horizon
10. Love For You
11. こんな日の雨なら大好き -The Rain Came Down-
  - 作詞にクレジットされている″Amie″とは、中山の親友であるタレントの網浜直子のことである。

## 再発盤
- 2015年10月14日 - CD（廉価盤 KICS-3275）
  - 2015年リマスタリング仕様で「30th Anniversary Original Album Collection」として、これまでにリリースしたアルバムのうち25作品を同日再発売。[2]